# Junichi Watanabe (football)
Pour les articles homonymes, voir Junichi Watanabe.
Junichi Watanabe (渡辺 淳一, Watanabe Jun'ichi) est un footballeur japonais né le 20 mai 1973.